# Slavnost bezvýznamnosti
Slavnost bezvýznamnosti (ve francouzštině La Fête de l'insignifiance) je dílo českého spisovatele Milana Kundery, dlouhodobě působícího ve Francii. Kniha byla vydána ve francouzském originále v roce 2014, českého překladu se pak dočkala v roce 2020 od Anny Kareninové. Jedná se o první prózu, kterou nechal Kundera přeložit do své rodné řeči poté, co začal svá díla psát výlučně francouzsky.
Časopis A2 zařadil tuto knihu v roce 2020 do českého literárního kánonu po roce 1989, tedy do výběru nejdůležitějších českých knih v období třiceti let od sametové revoluce.

## Popis
Slavnost bezvýznamnosti popisuje život několika pařížských přátel, již se pravidelně scházejí na večírcích či v různých zahradách. Jejich schůzky se snově prolínají se zasedáním Stalinova politbyra.